# Serranochromis robustus
Serranochromis robustus es una especie de peces de la familia Cichlidae en el orden de los Perciformes.

## Subespecies
- Serranochromis robustus jallae (Boulenger, 1896
- Serranochromis robustus robustus (Günther, 1864.[1]